# Archaeoroncus salix
Espèce
Archaeoroncus salix est une espèce de pseudoscorpions de la famille des Neobisiidae.

## Distribution
Cette espèce est endémique de Croatie. Elle se rencontre vers Vrba.

## Description
Les mâles mesurent de 2,23 à 2,39 mm.

## Publication originale
- Ćurčić, Dimitrijević, Rađa, Makarov & Ilić, 2012 : Archaeoroncus, a New Genus of Pseudoscorpions from Croatia (Pseudoscorpiones: Neobisiidae), with Descriptions of Two New Species. Acta Zoologica Bulgarica, vol. 64, no 4, p. 333-340.